# Demarcación Hidrográfica Galicia-Costa
La demarcación Hidrográfica Galicia-Costa es el departamento encargado de gestionar el agua de las cuencas atlánticas internas gallegas. Dependería directamente de la Junta de Galicia, a través de la Consejería de Infraestructuras y Movilidad.

## Organización
Debido al traspaso de las competencias de las cuencas intrautonómicas a las comunidades autónomas, las cuencas internas gallegas saldrían de la Confederación Hidrográfica del Norte (a la cual también pertenecía el Miño) para pasar a depender de la Comunidad Autónoma.
La demarcación ya ha puesto en marca tres planes hidrológicos, siendo el último vigente hasta 2027.